# Rockin' with Jerry Lee Lewis
Albums de Jerry Lee Lewis
Jerry Lee's Greatest
(1961) Golden Hits of Jerry Lee Lewis
(1964)
Rockin' with Jerry Lee Lewis est un album de Jerry Lee Lewis, sorti en 1963. Les musiques de la face B sont interprétées avec Frank Motley et Curley Bridges (en)

## Liste des chansons
Face A
1. Bonnie B
2. Lewis Boogie
3. I’ll Make It All Up To You
4. It Hurt Me So

Face B
1. This Is Our Love (avec Frank Motley et Curley Bridges)
2. I’m Looking For My Baby (avec Frank Motley et Curley Bridges)
3. Crying All Alone (avec Frank Motley et Curley Bridges)
4. You’ve Got It (avec Frank Motley et Curley Bridges)
5. Go, Man, Go (avec Frank Motley et Curley Bridges)